# Episodi di ABC Weekend Specials (diciassettesima stagione)
La diciassettesima stagione della serie televisiva ABC Weekend Specials è stata trasmessa negli Stati Uniti d'America dalla ABC dal 5 novembre 1994 al 18 agosto 1996.
In Italia la serie è inedita.
| nº | Titolo originale                     | Titolo italiano | Prima TV USA     | Prima TV Italia |
| -- | ------------------------------------ | --------------- | ---------------- | --------------- |
| 1  | The Secret Garden                    |                 | 5 novembre 1994  |                 |
| 2  | Jirimpimbira: An African Folk Tale   |                 | 25 febbraio 1995 |                 |
| 3  | P. J. Funnybunny: A Very Cool Easter |                 | 30 marzo 1996    |                 |
| 4  | The Magic Pearl: Part 1              |                 | 4 agosto 1996    |                 |
| 5  | The Magic Pearl: Part 2              |                 | 11 agosto 1996   |                 |
| 6  | The Magic Pearl: Part 3              |                 | 18 agosto 1996   |                 |